# Hodorf
Hodorf (niederdeutsch: Hodörp) ist eine Gemeinde im Kreis Steinburg in Schleswig-Holstein. Herfart, Deicherde, Hörn, Fettenhenne und Brookreihe liegen im Gemeindegebiet.

## Geografie und Verkehr
Hodorf liegt ca. 6 km südwestlich von Itzehoe an der Stör südlich einer ausgeprägten Störschleife. Durch den Süden des Gemeindegebietes verläuft die Klosterwettern. Die westliche Gemeindegrenze bildet die Flussmitte der Stör. Die linke (östliche) Hälfte der Stör und einige vorgelagerte Niederungsflächen im Gemeindegebiet sind Teil des europäischen NATURA 2000-Schutzgebietes FFH-Gebiet Schleswig-Holsteinisches Elbästuar und angrenzende Flächen.

## Geschichte
Die erste urkundlich überlieferte Erwähnung erfolgte 1148 in der Herkunftsangabe de Ho, wobei Ho „Flussschleife“, „Wiese in einer Flussschleife“ oder „Niederung“ bedeutet. Erst im 17. Jahrhundert wurde der Ortsname um das Grundwort mnd. dorp, nnd. Dörp, hd. Dorf erweitert.

## Politik

### Gemeindevertretung
Bei der Kommunalwahl am 14. Mai 2023 wurden insgesamt sieben Sitze vergeben. Diese fielen erneut alle an die Kommunale Wählervereinigung Hodorf. Die Wahlbeteiligung betrug 65,5 %.

### Wappen
Blasonierung: „In Grün unter einem silbernen Wolkenbalken mit nur einer großen Wolke ein goldenes Hallenhaus mit gold-schwarzen Ständern.“
In der oberen Hälfte wird die charakteristische Flussschleife der Stör bei Hodorf in Silber dargestellt. In der unteren Hälfte ist ein goldenes, schwarz tingiertes Hallenhaus in Ständerbauweise dargestellt, wie es um 200 in Hodorf stand. Dieses „Hodorfer Haus“ wird in der Fachwelt als der Vorläufer des Niedersachsenhauses bezeichnet. Der grüne Grund weist auf die Marschenzugehörigkeit der Gemeinde hin.

## Persönlichkeit
Der Pastor Hermann Jung wurde um 1608 in Brokreihe-Nord, das heute zur Gemeinde Hodorf gehört, geboren.